# Bánh gai

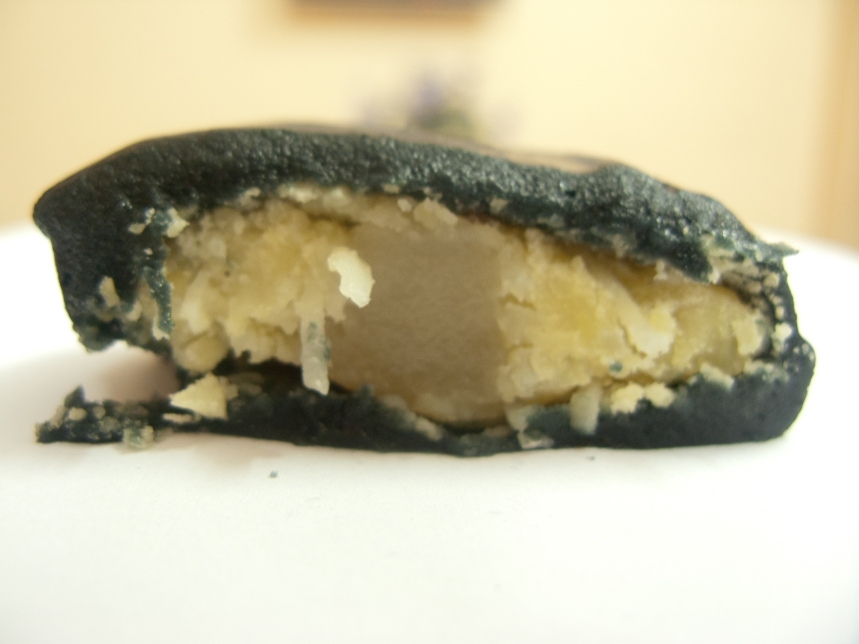
Bánh gai Nam Định bóc vỏ cắt đôi cho thấy nhân bên trong

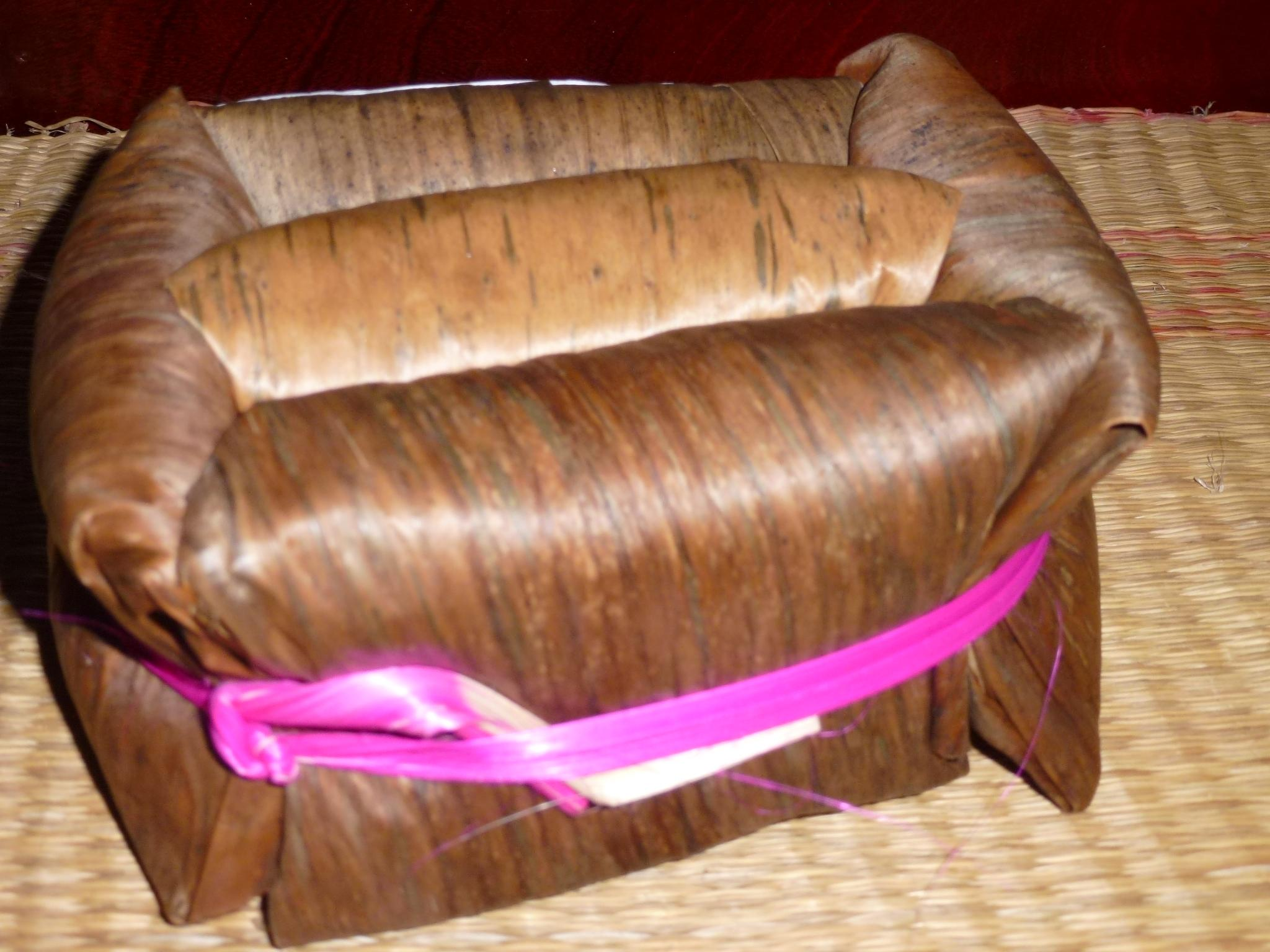
Bánh gai Tứ Trụ được gói từng 5 chiếc một

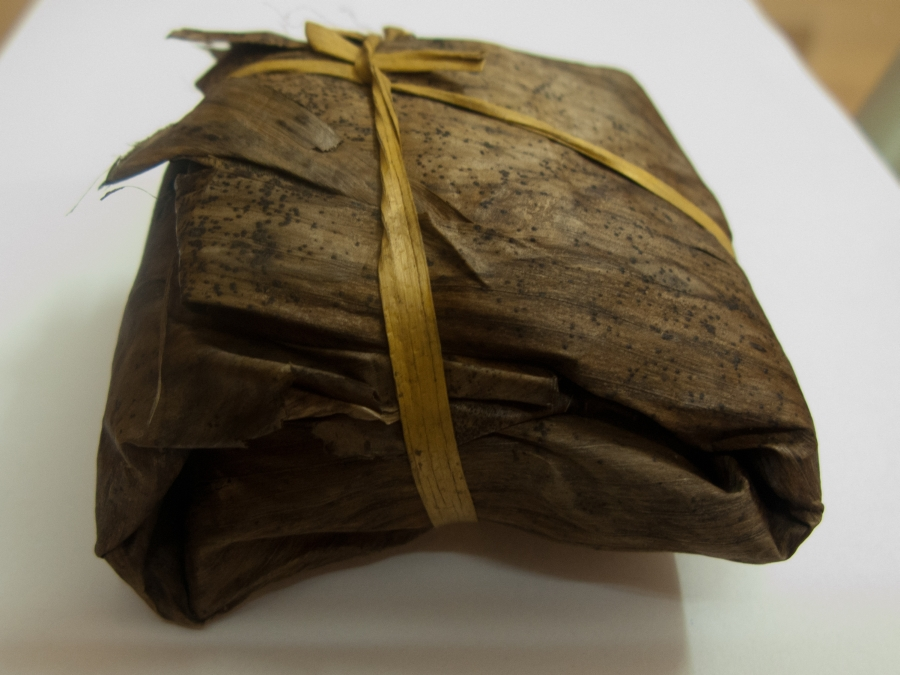
Bánh gái gói bằng lá

Bánh gai là một loại bánh ngọt truyền thống của Việt Nam, bắt nguồn khu vực Đồng bằng Bắc bộ. Bánh có dạng hình vuông hoặc chữ nhật, màu đen đặc trưng từ lá của cây gai, kèm với nhân đỗ xanh và gạo nếp.
Một loại bánh tương tự, đặc sản của tỉnh Bình Định ở Nam Trung bộ là bánh ít lá gai, được gói bằng lá chuối tươi thành hình chóp giống như bánh ít.

## Chế biến
Bánh gai về cơ bản gồm vỏ và nhân. Nguyên liệu thường dùng có lá gai, gạo nếp, đỗ xanh, mứt bí, thịt mỡ tẩm đường, dầu chuối vali, đường kính, vừng.
Vỏ bánh gồm:
- Bột gạo nếp (sau khi phơi khô, giã nhuyễn)
- Lá cây gai (hay còn gọi là cây trữ ma - Boehmeria nivea thuộc họ Tầm ma/Gai (Urticaceae)) phơi khô và luộc kỹ, giã để lấy xác của lá trộn chung với bột để làm vỏ bánh.

Nhân bánh gồm:
- Mỡ lợn thái nhỏ, trộn đường đem ủ cho miếng mỡ trong
- Tinh dầu thực vật như tinh dầu chuối v.v.
- Dừa nạo hoặc thái miếng nhỏ
- Đỗ xanh nấu hoặc hấp chín, giã nhuyễn..
- Bí đao thái miếng, bỏ vỏ và ruột. nấu chín bằng đường trắng, gọi là mứt bí
- Vạt vừng rang chín
- Hạt sen nấu chín bằng Đường

Sau khi đã chuẩn bị nhân và vỏ, gói bằng lá chuối khô, sau đó hấp chín.

## Thưởng thức
Bánh gai có thể được thưởng thức như đồ tráng miệng sau bữa ăn chính hoặc làm quà biếu. Bánh có vị ngọt, bùi, thơm ngậy do nhân bánh mang lại và dẻo, mát nhờ vào vỏ bánh.

## Thơ ca
Muốn ăn bánh ít lá gai
Lấy chồng Bình Định sợ dài đường đi
hay vùng Phú Yên:
Tiếng đồn bánh ít lá gai
Dẫu rằng có dốt, cũng trai Hà Bằng .

## Các biến thể

### Bánh gai Tứ Trụ

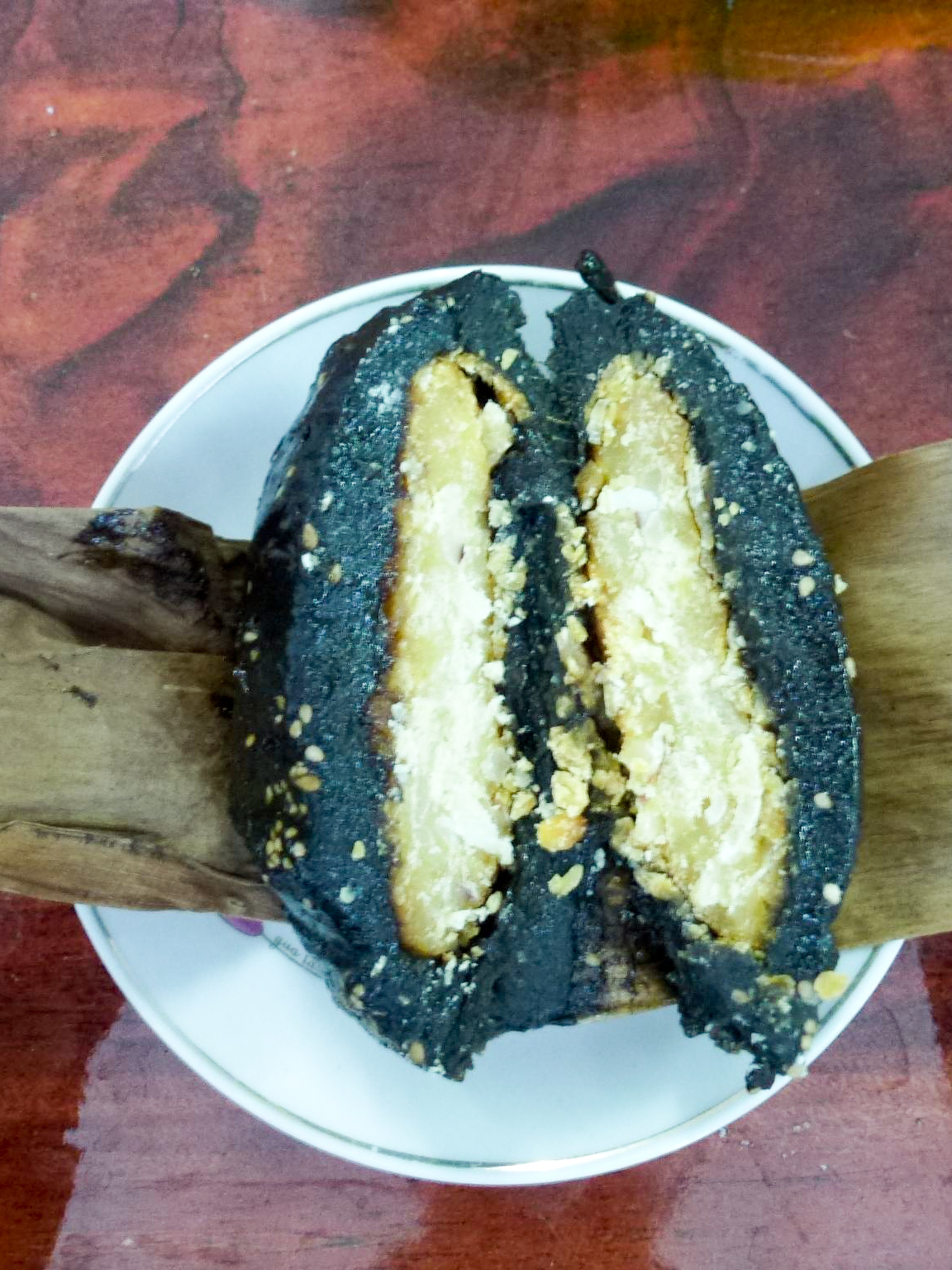
Bánh gai Tứ Trụ

Bánh gai Tứ Trụ hay bánh gai làng Mía là loại bánh đặc sản của làng Mía, xã Tứ Trụ thuộc tổng Diên Hào, phủ Thọ Xuân, nay thuộc xã Thọ Diên, huyện Thọ Xuân, tỉnh Thanh Hóa, Việt Nam. Trong các dịp cúng giỗ Lê Lợi và Lê Lai ("hăm mốt Lê Lai, hăm hai Lê Lợi"), bánh gai Tứ Trụ được chọn làm thức cúng tế. Trước đây, bánh gai Tứ Trụ thường chỉ được làm trong các dịp giỗ tết, đình đám và đặc biệt để cúng tiến trong các ngày lễ tết, ngày hội, ngày giỗ húy nhật của thành hoàng. Hiện nay, bánh được làm quanh năm để phục vụ nhu cầu của người tiêu dùng.

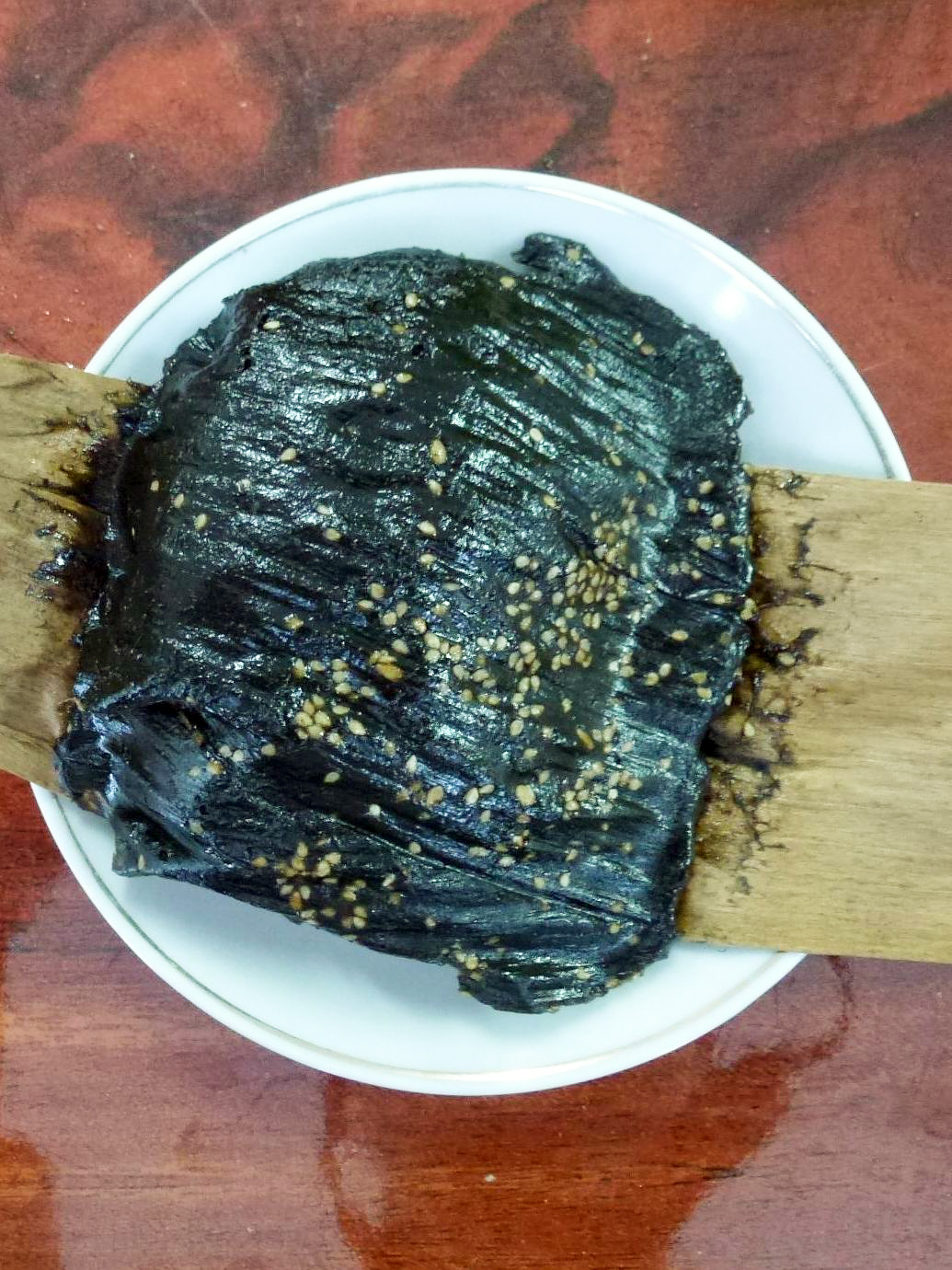
Bánh gai Tứ Trụ.

Nguyên liệu làm bánh gai gồm có lá gai, gạo nếp, đậu xanh, dầu chuối, đường, mật mía, thịt lợn nạc, nước mắm, vừng. Lá gai được hái từ trong rừng hoặc từ bãi bồi ven sông Chu, tước bỏ cuống lá, gân lá, xơ lá rồi phơi thật khô, cất kỹ. Đến khi làm bánh, đem lá gai khô ngâm nước, rửa sạch rồi đem luộc thật kỹ. Sau đó vớt ra, tiếp tục rửa sạch rồi lại luộc, thời gian luộc của hai lần khoảng 24 giờ, xong vắt khô kiệt nước, giã nhuyễn. Hiện nay, người ta đưa lá vào ép cho kiệt nước rồi đem nghiền. Gạo nếp, thường là nếp nương hoặc nếp hoa cau, được xay hoặc giã nhỏ bằng cối đá rồi dùng rây bột để gạn đi những hạt to. Trộn kỹ bột lá gai, bột nếp và mật mía rồi ủ trong một đêm, sau đó đem luyện bằng cách giã trong cối, đến khi bột nhuyễn, dẻo quánh. Bột sau khi luyện không được nhão quá hoặc cứng quá, sẽ không thành bánh. Hiện nay, người ta dùng máy để giã bột.
Nhân bánh được làm từ đậu xanh, dầu chuối. Đậu xanh xay vỡ, ngâm và đãi võ, sau đó nấu hoặc đồ lên. Khi đậu chín, cho vào cối giã cùng với đường đến khi thu được hỗn hợp mịn và đều. Ngoài ra, còn sử dụng một ít dừa nạo rang khô; dầu chuối cần cho vừa đủ, nếu nhiều sẽ bị đắng còn ít quá thì không dậy mùi. Bột bánh được nặn từng cục tròn rồi dàn mỏng trên lòng bàn tay, đặt nhân vào giữa, vê lại cho nhân nằm gọn giữa lòng chiếc bánh, xoa cho bánh tròn thì lăn bánh trên chiếc mâm đã rải đều hạt vừng. Dùng lá chuối khô, thường là lá chuối tiêu để gói lại thành từng chiếc bánh vuông vắn, quấn một chiếc lạt giang bên ngoài. Hấp bánh còn gọi là đồ bánh. Thời gian để hấp chín bánh phụ thuộc vào số lượng bánh đồ trong chõ to hay nhỏ, ít hay nhiều, nhiệt độ cao hay thấp, nhưng thường vào khoảng 1 giờ. Bánh chín được vớt ra nia rồi mở ra (không bóc) cho ráo, để cho bánh nguội tự nhiên và ráo nước. Công đoạn này còn phải làm động tác vuốt lại bánh để bánh nhẵn và có hình mai rùa. Khi bánh đã nguội, dùng lạt giang đã nhuộm đỏ để gói từng 5 chiếc một.
Bánh gai Tứ Trụ thường được ăn sau khi hấp khoảng 10 giờ. Bánh gai thành phẩm phải mịn và thơm ngon, có vị dẻo thơm của lá gai và gạo nếp, hương thơm của dầu chuối, vị ngọt của mật mía, mùi thơm thanh dịu của đậu, vị béo ngậy của thịt, mùi thơm thoảng của vừng và hương vị tự nhiên của lá chuối khô. Bánh có hương vị đặc trưng do sử dụng mật mía, thịt lợn nạc, nước mắm... lại không sử dụng hạt sen, thịt mỡ như bánh gai Nam Định, bánh gai Ninh Giang. Khác với bánh gai Ninh Giang sử dụng mật đun nóng, ở Thọ Diên người ta sử dụng mật nguội và không quá loãng.
Giá mỗi chiếc bánh gai tùy thuộc vào từng loại. Vào thời điểm 2013, bánh loại rẻ nhất là 3 nghìn, loại trung bình là 5 nghìn, loại đắt có thể đến 10 nghìn đồng Việt Nam.